# Tihany
Tihany község a Balaton-felvidéken, Veszprém vármegyében, a Balatonfüredi járásban. Magyarország egyik legszebb fekvésű települése, látványos táji és természeti adottságokban bővelkedő község a Balatonba nyúló Tihanyi-félszigeten. A község központjában áll a Tihanyi Bencés Apátság, amelyet 1055 -ben alapított I. András magyar király, aki az apátság kriptájában lett eltemetve. Az apátság alapító okirata a magyar nyelv első fennmaradt szórványemléke, amelyet a Pannonhalmi Bencés Főapátságban őriznek. Maga a templom 1754-ben épült át barokk stílusban. A ma is működő apátság történelmi és művészeti jelentősége miatt kedvelt turisztikai látványosság. Innen nyílik a legjobb kilátás a Balatonra.
Az apátság a Habsburg-történelem lábjegyzeteként is szerepel – Ausztria utolsó Habsburg-császára, I. Károly rövid ideig itt volt fogságban, miután másodszor próbálta visszaszerezni Magyarország trónját. Híres, még ma is meglévő nevezetessége a helynek a tihanyi visszhang vagy echo, amely a tihanyi apátság és a Visszhang-domb között keletkezett akkor, amikor még épületek a hang szabad oda-vissza terjedését nem gátolták. Tiszta, csendes időben még most is megfigyelhető, elsősorban télen.  Echo latin szó a görög ekhó után, melynek jelentése: visszhang. Voltak versek erre a visszhangra, mint Csokonai Vitéz Mihály és Vörösmarty Mihály, de a leghíresebb Garay Jánosé, összefoglalva a hely legendáját.
A legenda szerint a Balatonról partra mosott „kecskekörmök” kapcsolatos, amelyek valójában őskori kagylók sarkai. A történet szerint élt a félszigeten egy világszép hercegnő, akinek mindenki messze földről a csodájára járt. Ám mindhiába, ugyanis az aranyszőrű kecskéket legeltető lány néma volt. A Balatonból kiemelkedő hullámkirály szeme is megakadt a szépséges királylányon, kért is tőle egy bögre kecsketejet beteg fiának. Ennek fejében feloldja őt a némasága alól. Ám a királylány az ajánlatot visszautasította, a hullámkirály fia pedig belehalt a fájdalomba. A fiú apja éktelen haragra gerjedt, és a kegyetlen királylányt sziklába záratta. A magára maradt nyáj a tóba veszett; körmeiket azóta is partra hordja a víz. A királylány pedig azóta is sziklába zárva vezekel bűneiért, minden arra járó kérdésére felelnie kell. Ő ugyanis a tihanyi visszhang. A kikiáltó lányra emlékeztető kő még mindig látható a falu közelében.
A Balaton partján áll a Habsburg császári család egykori nyári rezidenciája, amely a család magántulajdonában maradt a második világháború végéig. Azután szállodaként használták, de később újra magánkézbe került, így ismét nem hozzáférhető a nyilvánosság számára.

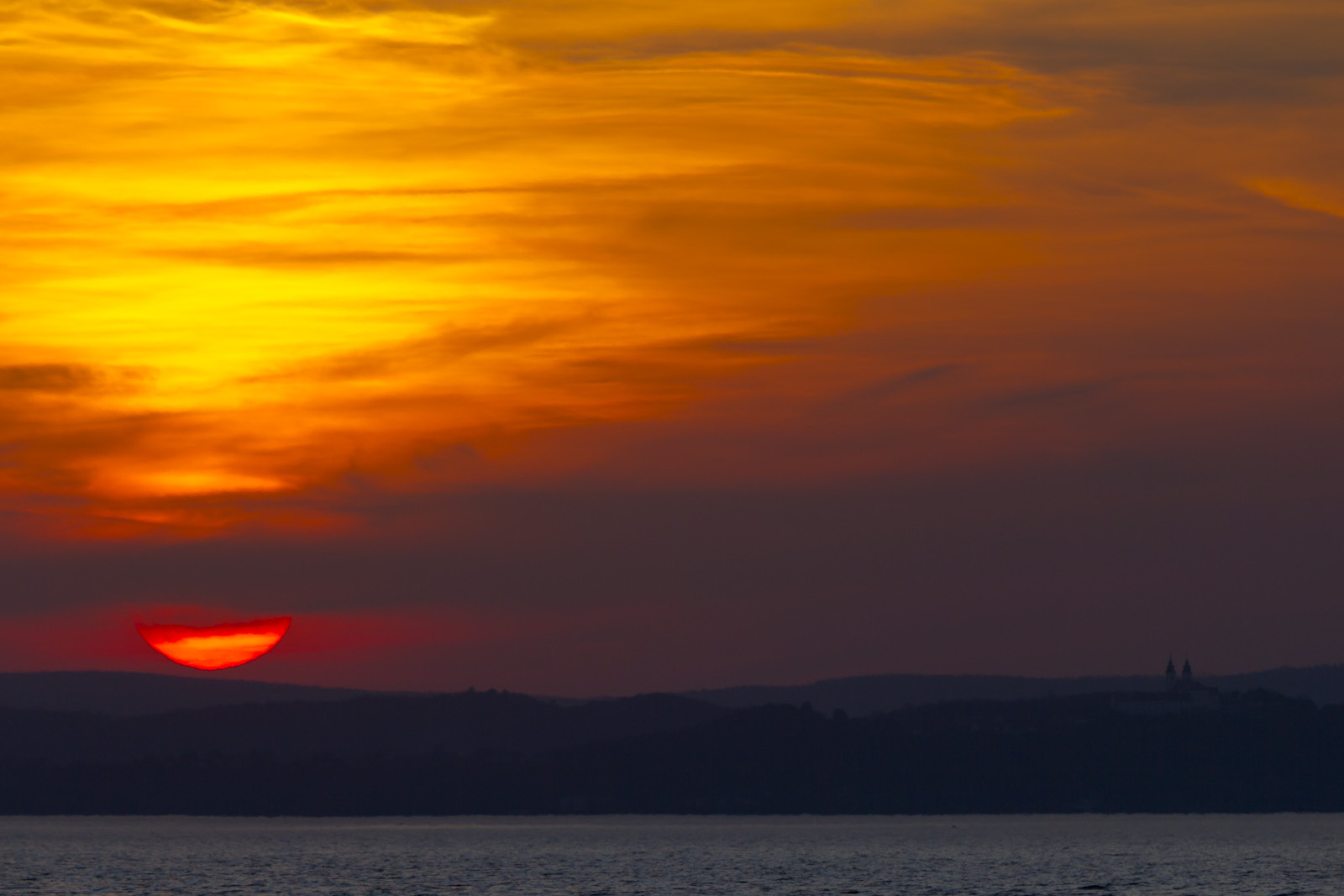
Naplemente Tihany közelében

Szent István király korától 1946-ig Zala vármegyéhez tartozott.

## Földrajz
Tihany a Balatont két medencére osztó Tihanyi-félszigeten fekszik. A tájat vulkanikus erők formálták évmilliókkal ezelőtt; ennek ma is látható nyoma többek között a két kaldera, melyekben a Belső- és a Külső-tó kialakult. A vulkanikus utótevékenység több mint száz gejzírkúpot alakított ki, melyek közül a legismertebb az Aranyház. A félsziget a geológiai érdekességek mellett számos ritka növény- és állatfajnak is otthont ad. 1952-ben itt hozták létre Magyarország első tájvédelmi körzetét.
A félsziget alapzatát a Pannon-tengerből származó sárgás-fehér homok- és agyagrétegek adják, ezek a meredek partokon villannak elő (Fehér-part, Szarkádi erdő). Erre a tengeri eredetű üledékre rakódott rá a tűzhányók kiszórt törmelékanyaga, amely bazalttufává cementálódott és a barna és a szürke számtalan árnyalatában található meg (Apáti-hegy). A harmadik összetevő, a hévforráskúpok kőzete ásványokból épül fel.
A terület a Bakony–Balaton-felvidék földrajzi régióhoz tartozik, „amelynek vulkáni területe a legidősebb alkáli bazalt vulkánja, a tihanyi vulkán (7,5–8 Ma) volt. A már szinte nyomtalanul eltűnt vulkáni süveg magmás aktivitása során kis mennyiségű, felsőköpeny eredetű, peridotitos összetételű zárvány is a felszínre került, amely lehetőséget nyújt a Balaton-felvidék alatti felsőköpeny 8 millió évvel ezelőtti állapotának közvetlen vizsgálatára” – írják róla a geológusok. A helyi házak nagy része is az itt bányászott tihanyi bazalttufából épült, de ennek bányászása ma már nem megengedett.
A felső-pannon tenger képződményeiben egyre homokosabb a rétegsor, az előrenyomuló víz beterítette a mai középhegységek peremzónáit. A mintegy 40–50 m vastag rétegben találhatók meg a híres kecskekörmök (Congeria ungulacaprae-k). Tihanyban a klasszikus lelőhely a gödrösi agyagbánya volt. Ezeket ma már nem mossa partra a víz, mert a partot kikövezték. Csak a népi monda őrzi a vízbe veszett kecskenyáj történetét.
A szárazföld felől bevezető út mellett jobbra fekszik a Külső-tó, amelyet nádas övez, és a természetvédelmi okokból nem látogatható. Más a használata a falu déli részén fekvő Belső-tónak, amely körül pihenőpark, futballpálya és játszótér található, és amely leghamarabb fagy be télen, és ezért kedvelt korcsolyapálya is.
A lakott településen kívül szőlők, legelők, erdők és levendulaültetvények találhatók a környéken.

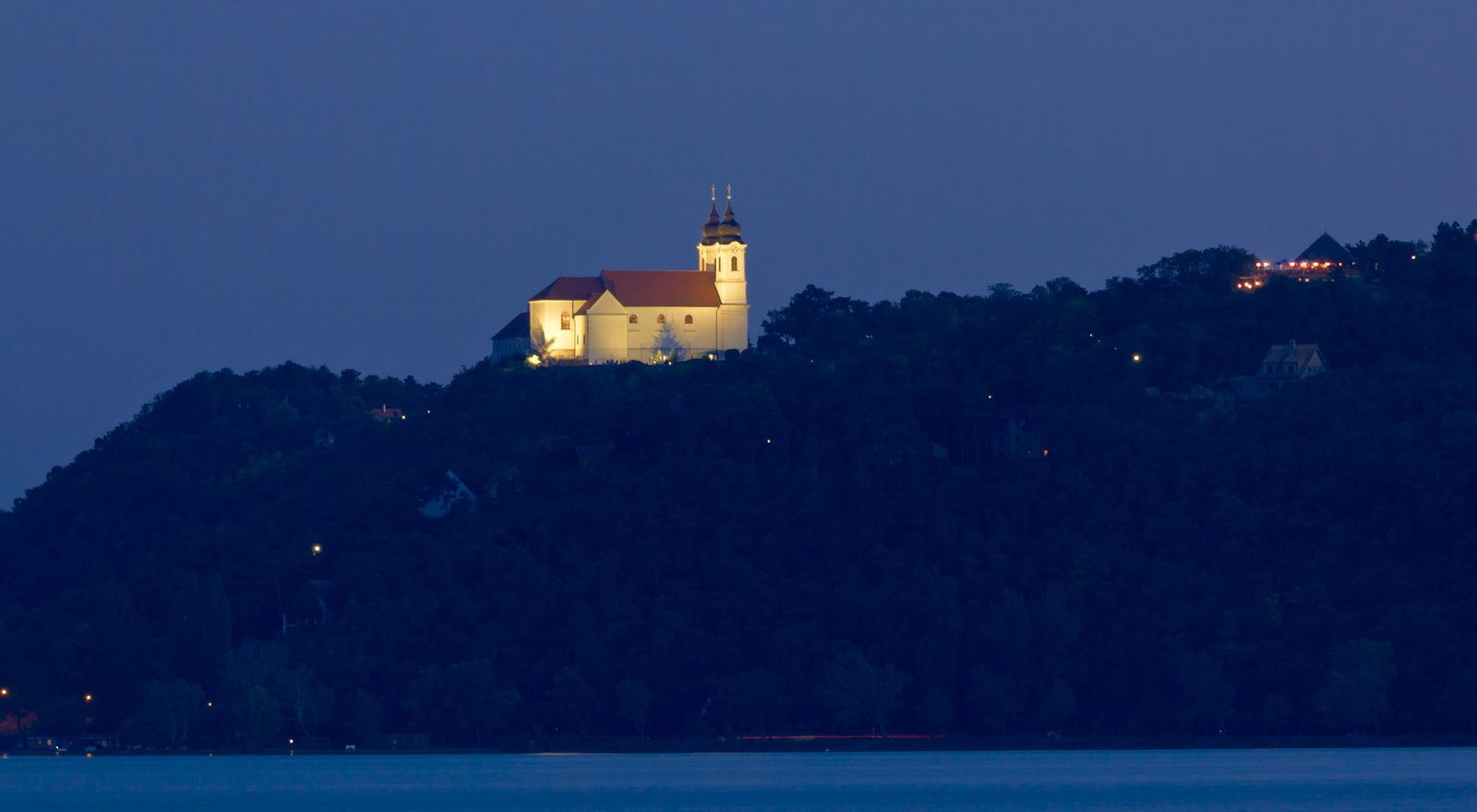
Az apátság Balatonfüredről nézve

## Történelem
A régészeti leletek tanúsága szerint a félsziget már az őskorban is lakott volt. Víztől védett fekvése miatt a bronzkor, a vaskor és a római kor pannoniai népei is lakták. A római időkben átkelőhely is működött itt.
A mai település eredete a középkorig nyúlik vissza. I. András király 1055-ben itt jelölte ki a királyi család temetkezőhelyét, mely fölé bencés monostort építettek. A Tihanyi apátság a 13. századtól hiteleshely (locus authenticus) volt, azaz oklevelek kiállítására volt jogosult. A monostort a 16-17. századi török háborúk idején várrá alakították. A 18. században épült újjá barokk stílusban.
1891-ben 893 magyar lakosa volt, ekkortájt állami faiskola is működött itt.
Tihany az 1960-as évek óta turisztikailag frekventált helynek számít, elsősorban történelmi és kulturális értékei, természeti környezete és a Balaton közelsége miatt.
Tihanyban halászták, amikor még volt, a gardát, a látott halat, amelynek csoportjait („bandáit”) a halleső halász a parti hegy tetejéről figyelt, és észlelt sötét foltként, majd jelzett a vízen lévő társainak, merre haladjanak. Ezt nagyon szépen és részletesen leírja Herman Ottó. Aki a vonuló gardát a hegy tetején figyelte, az a hegyen járó nevet viselte.

## Közélete

### Polgármesterei
| Ciklus    | Név          | Jelölő szervezet(ek) |  |
| --------- | ------------ | -------------------- |  |
| 1990–1994 | Kántás Vince | KDNP                 |  |
| 1994–1998 | Bors István  | független            |  |
| 1998–2002 | Bors István  | független            |  |
| 2002–2006 | Bors István  | független            |  |
| 2006–2010 | Tósoki Imre  | független            |  |
| 2010–2014 | Tósoki Imre  | Fidesz-KDNP          |  |
| 2014–2019 | Tósoki Imre  | Fidesz-KDNP          |  |
| 2019–2024 | Tósoki Imre  | Fidesz-KDNP          |  |
| 2024–     | Kötél Balázs | független            |  |

## Gazdaság
A két lefolyástalan területen található (egykori krátergödrökben kialakult) tó és a Balaton-part nádasait rendszeresen aratják, a kitermelt nádat még ma is szívesen használják tetőfedésre és egyéb célú, főleg építőipari értékesítésre. A halászat és földművelés mára már nem jelentős, főleg, hogy a Balaton halállománya megcsappant és erősen átalakult, ezért a helyben lakók az idegenforgalmat szolgálják ki, mind ingatlanaikkal, mind munkaerejükkel.

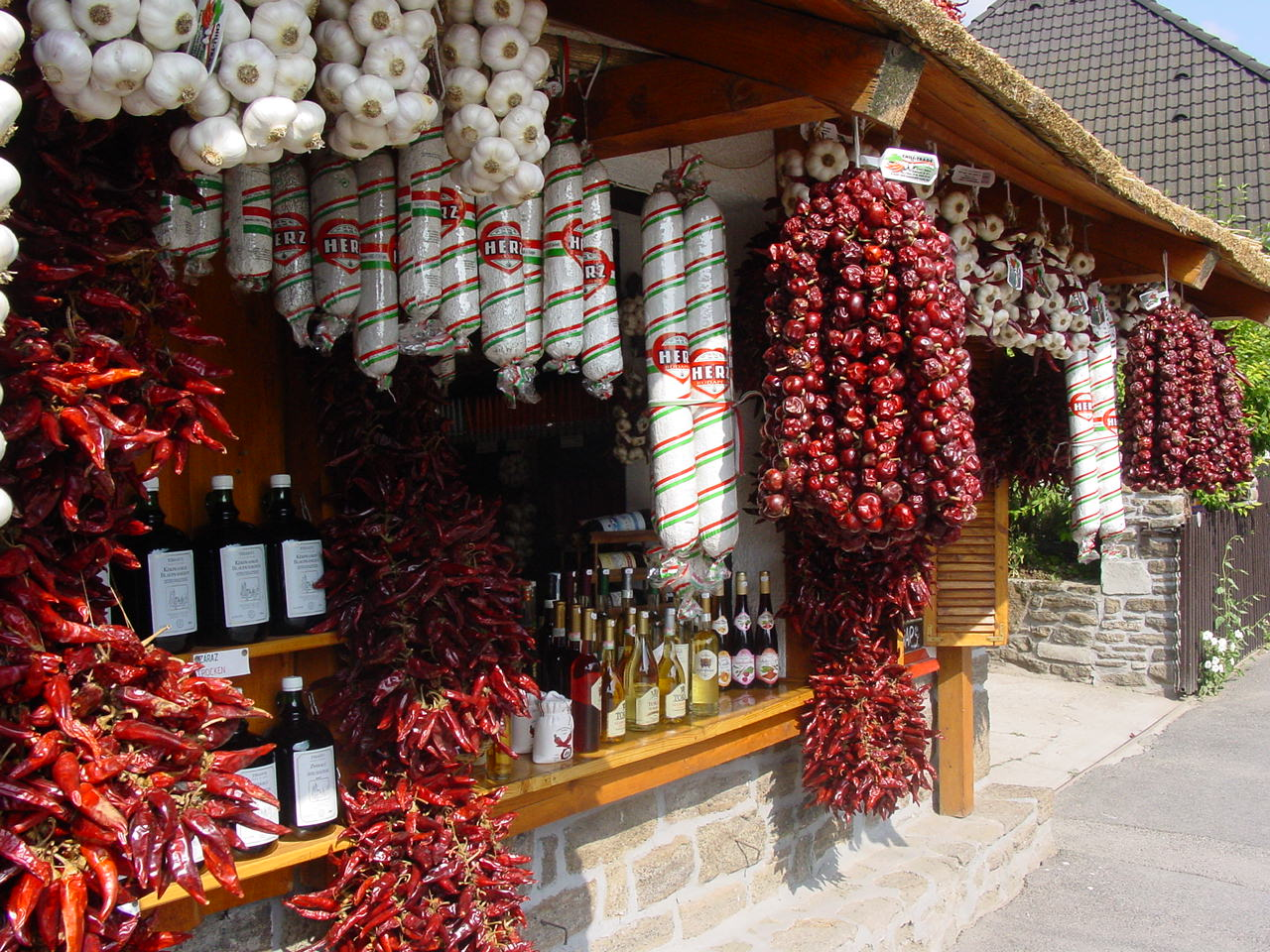
Paprikaárus

A település életében régóta fontos szerepet játszik a levendulatermesztés, az 1930-as években a levendulaolajat még a tőzsdén is jegyezték. Tihanyban egészen az 1960-as évekig zajlott nagyipari lepárlás, de aztán több évtizedre megszűnt. A 21. század elején ismét megnőtt az érdeklődés a levendula iránt, manufaktúrák, kisebb vállalkozások jöttek létre, amelyek kozmetikai, gyógyászati és gasztronómiai termékeket állítanak elő a növényből. 2019-ben egy új, nagy kapacitású ipari lepárlót is átadtak.

## Közlekedés

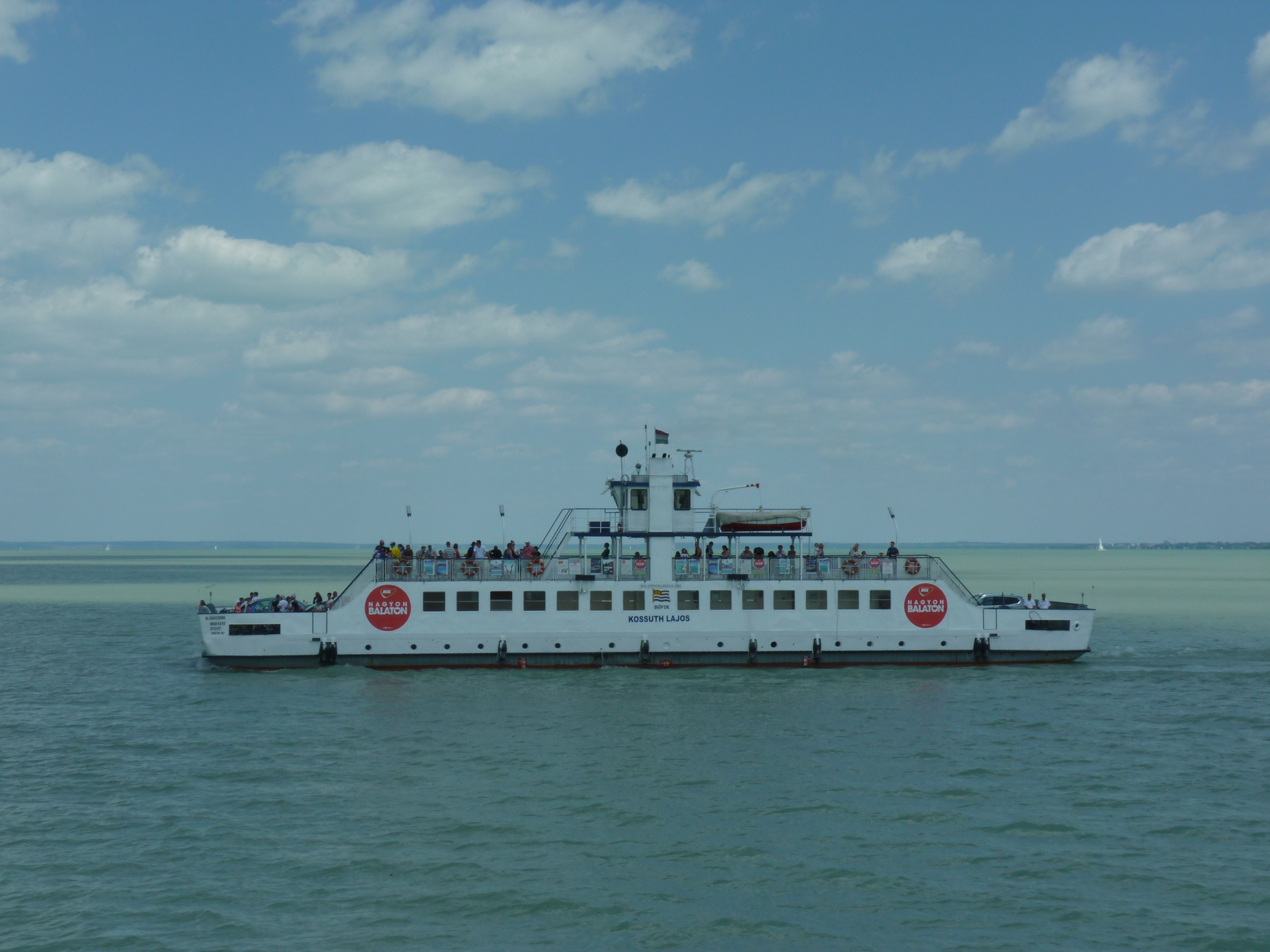
A Kossuth Lajos nevű komp Tihany és Szántód között

Közúton északi irányból, a Balaton északi partján vezető 71-es főút felől érhető el, annak a 42+600-as vagy a 43+400-as kilométerszelvényénél lévő elágazások felől. [Mindkét helyen a 7117-es út ágazik ki, illetve torkollik be a 71-esbe: ez az út kanyarog végig az egész Tihanyi-félszigeten, a település központjától délre egy átkötéssel (71 122-es út, Fürdőtelepi út).] Dél felől Szántódról komppal közelíthető meg.
Vasúti kapcsolata nincs (bár régebben az aszófői vasútállomás neve Aszófő-Tihany vasútállomás volt), autóbusszal Balatonfüred felől érhető el.

## Népesség
A település népességének változása:
| Lakosok száma | 734  | 893  | 848  | 1027 | 1310 | 1493 | 1368 | 1381 | 1238 | 1338 |
|               | 1870 | 1890 | 1920 | 1941 | 1960 | 1990 | 2011 | 2014 | 2022 | 2024 |

A 2011-es népszámlálás során a lakosok 84,6%-a magyarnak, 2,6% németnek, 0,3% románnak mondta magát (15,1% nem nyilatkozott; a kettős identitások miatt a végösszeg nagyobb lehet 100%-nál). A vallási megoszlás a következő volt: római katolikus 61%, református 8,8%, evangélikus 1%, görögkatolikus 0,4%, felekezeten kívüli 5,6% (22,4% nem nyilatkozott).
2022-ben a lakosság 88%-a vallotta magát magyarnak, 2,3% németnek, 0,4% szlováknak, 0,2% ukránnak, 0,2% cigánynak, 0,2% románnak, 0,1-0,1% horvátnak, örménynek és ruszinnak, 4% egyéb, nem hazai nemzetiségűnek (11,7% nem nyilatkozott; a kettős identitások miatt a végösszeg nagyobb lehet 100%-nál). Vallásuk szerint 45,2% volt római katolikus, 5,4% református, 1% evangélikus, 1% görög katolikus, 0,2% izraelita, 0,1% ortodox, 0,4% egyéb keresztény, 3,5% egyéb katolikus, 7,8% felekezeten kívüli (35,4% nem válaszolt).

## Nevezetességek

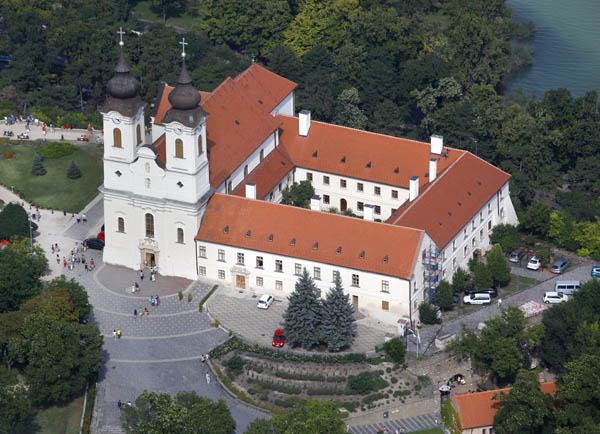
A tihanyi apátság
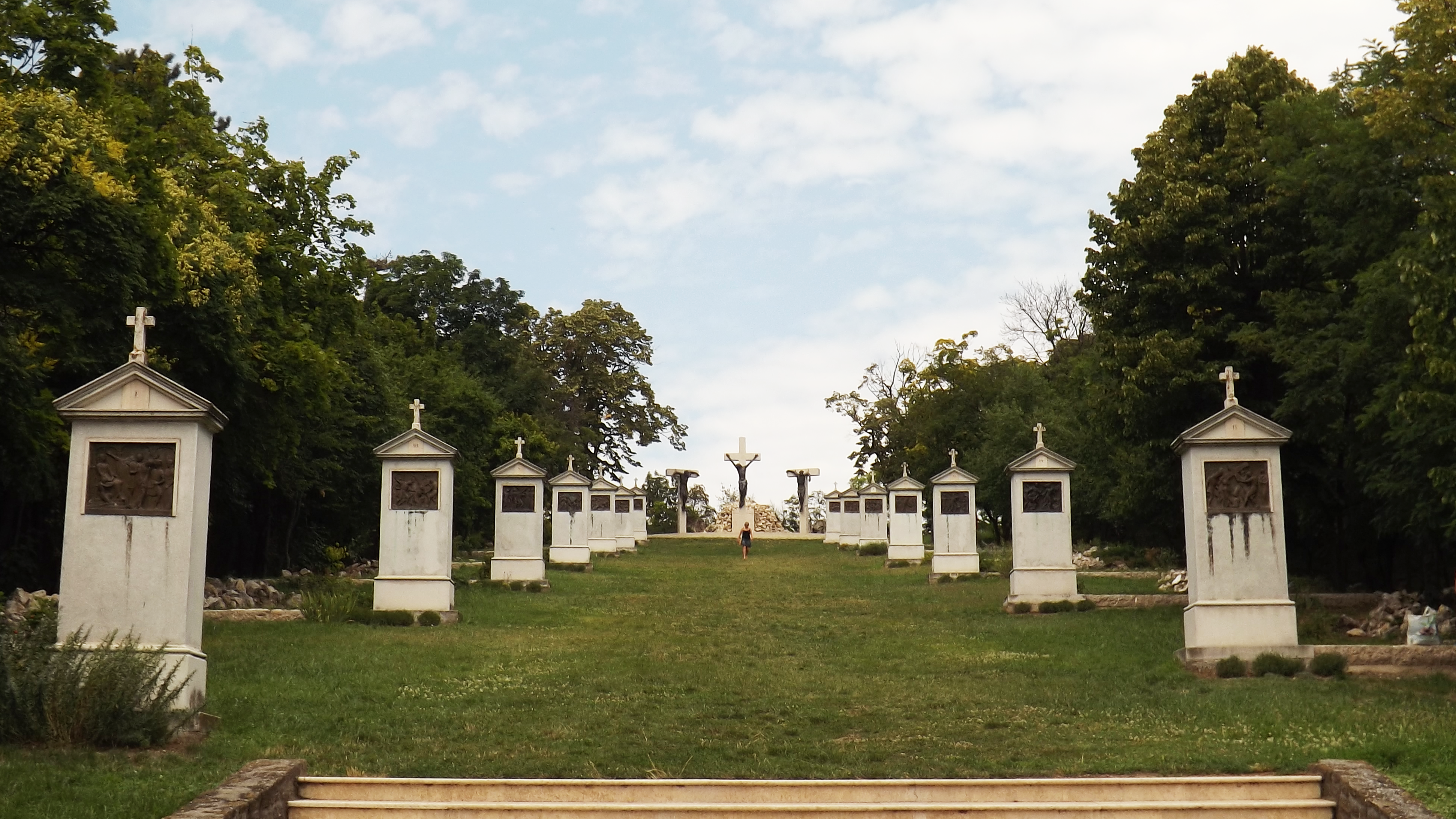
A tihanyi kálvária
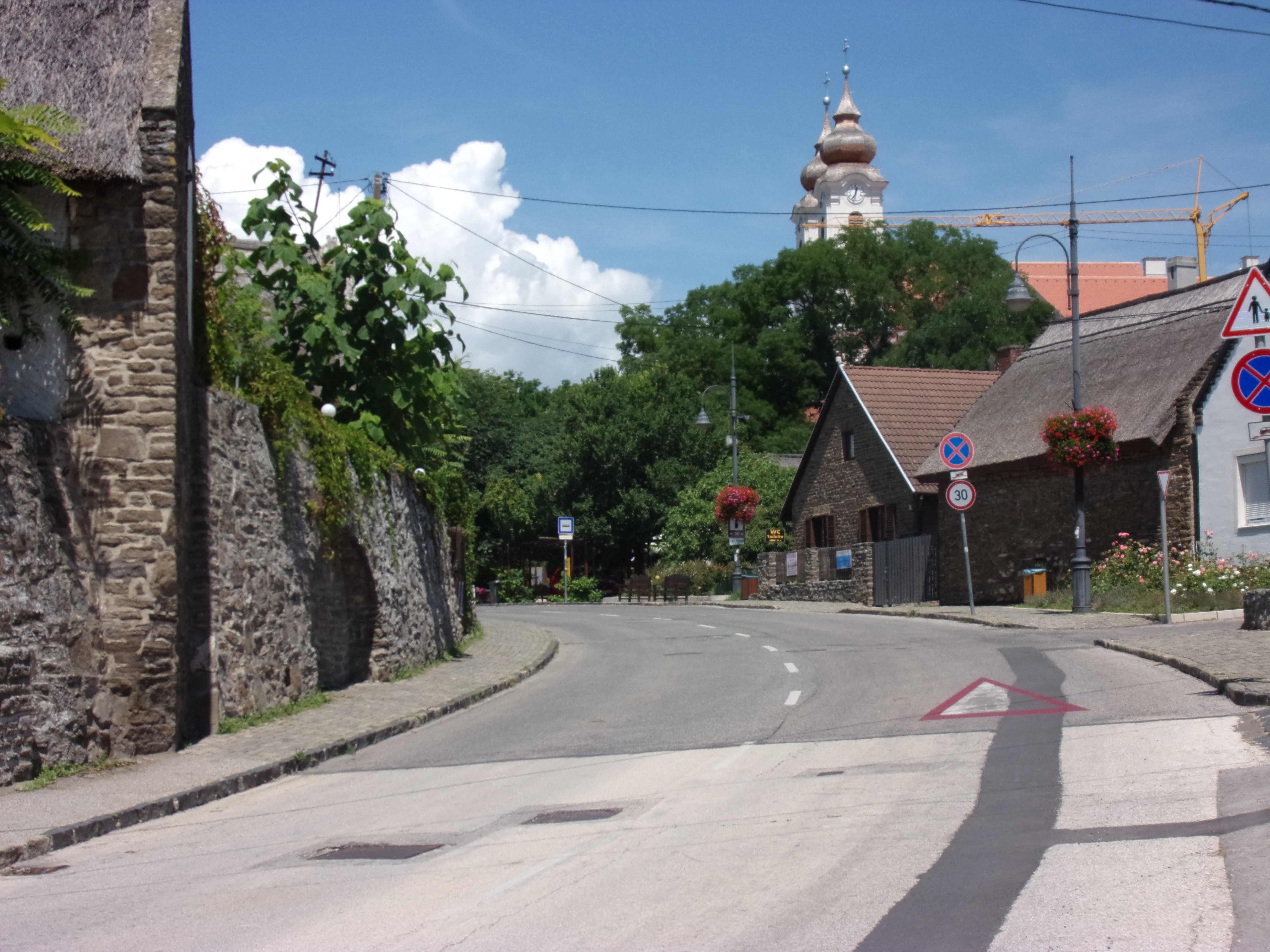
Tihany főutcája
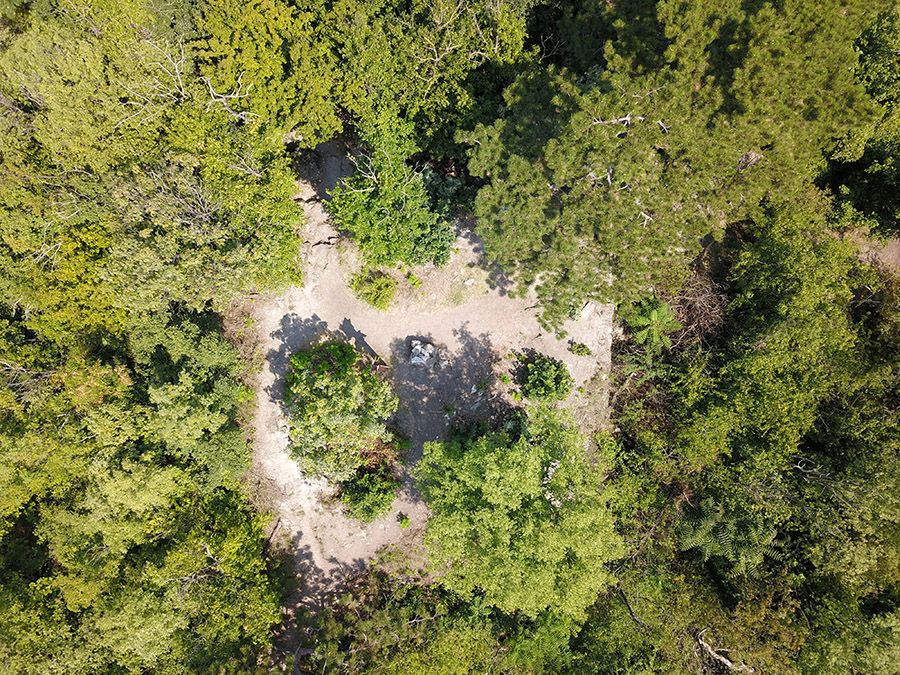
A Csúcshegy légi fotón
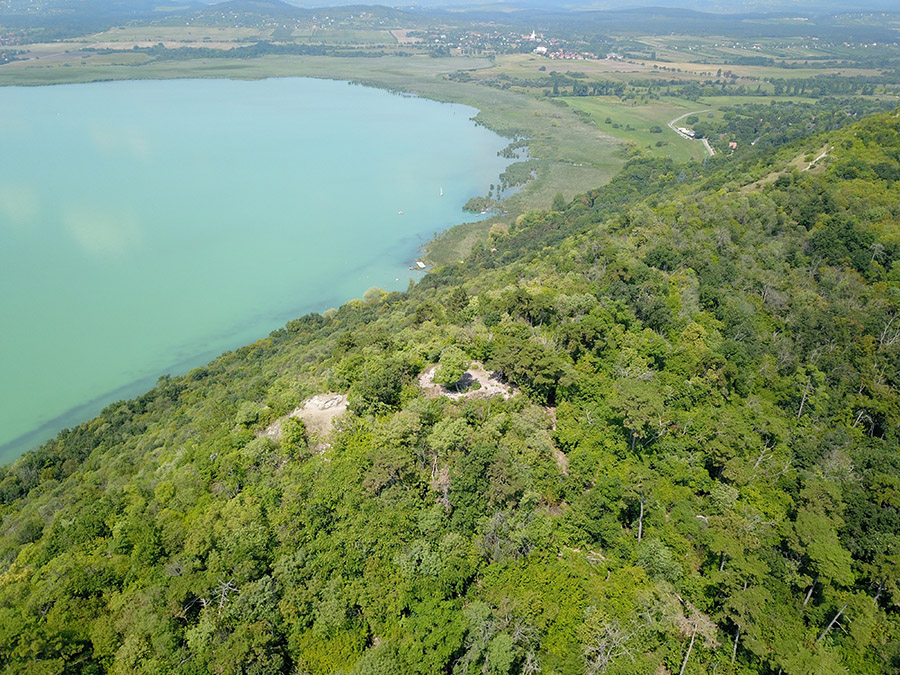
A Csúcshegy légi felvételen

Tihany legjelentősebb épületegyüttese a dombtetőn álló tihanyi apátság. 1055-ben alapította I. András király, akinek a síremléke a romanikus stílusú altemplomban található; alapítólevele az egyik legrégebbi magyar nyelvemlék. A ma látható, 1752-ben felépült barokk stílusú kéttornyú templom a település jelképévé vált.
Az apátságtól a Pisky sétány vezet a Visszhang-domb felé. Itt található a Szabadtéri Néprajzi Múzeum (parasztgazda háza és halászcéh háza). Az Ófalu nevezetességei közé tartozik még a fazekasház, a református templom és harangláb, valamint a kálvária. A Babamúzeumban népviseletbe öltöztetett porcelánfejű babák láthatók.
A Balaton partján áll az MTA Balatoni Limnológiai Kutatóintézet épülete, József főherceg egykori nyaraló kastélya, valamint az egykori Sport Szálló épülete. A látogatható tihanyi obszervatóriumban a Föld mágneses terének változásait figyelik; ebben az épületben kapott helyet a geofizikus Eötvös Loránd emlékkiállítása is.
A Tihanyi-félsziget látnivalói közé tartoznak a barátlakások és az Óvár-hegy földsáncrendszere.

## Régi mondások, falucsúfolók a településről
- Mér’ építették a tihanyi templomot dombtetőre? Pénzér’.[17]

## Személyek
A tihanyi várban kezdte 1584-ben katonai pályáját Wathay Ferenc költő, festő, végvári vitéz.
Tihanyban nyaralt és dolgozott sok éven át Illyés Gyula és Borsos Miklós is; a település részét képező Sajkodon élt néhány évig Németh László, itt vendégeskedett Szabó Lőrinc. De számos más művészt és alkotót is megihletett a táj, akár úgy is, hogy munkájának olyan címet adott, amelyben a Tihany szó előfordul.
Németh Magda, Németh László író lánya Sajkodról:
Sajkod kis település a tihanyi félsziget nyakában, a Csúcs-hegy tövében, széles kilátással a Nagy-Balatonra. Nemcsak fekvése kivételes, de flórája is egészen egyedülálló az országban, valamelyest mediterrán. […] A Csúcs-hegyről – amely néhány perces kapaszkodó Sajkodtól – látható a Tihanyi Apátságon túl megcsillanó Füredi-öböl, a falu a Belső-tóval, a híres levendulás a környező erdőkkel, az egész Nagy-Balaton s a hegy tövében meghúzódó, az ötvenes években csupán néhány házikóból álló telep, hátterében pedig Aszófő község. A gyógyfüvekben gazdag növényzet illata, a mélységes csend meghitté tette a hegyoldal hangulatát.
A nyarakat helyi házában töltötte Tordy Géza Kossuth- és Jászai Mari-díjas színművész, rendező, a Nemzet Színésze.

## Testvérvárosai
- Brome, Németország
- Deidesheim, Németország
- Velké Losiny, Csehország
- Csíkcsicsó, Románia ( Székelyföld)
- La Morra, Olaszország
- Praiano, Olaszország
- Scala, Olaszország
- Novalja, Horvátország
- Raguva, Litvánia

## Képek

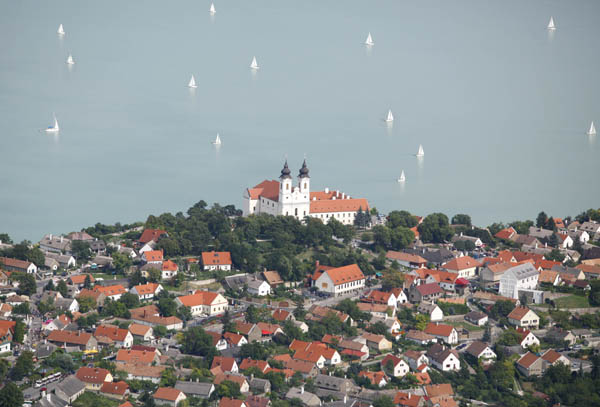
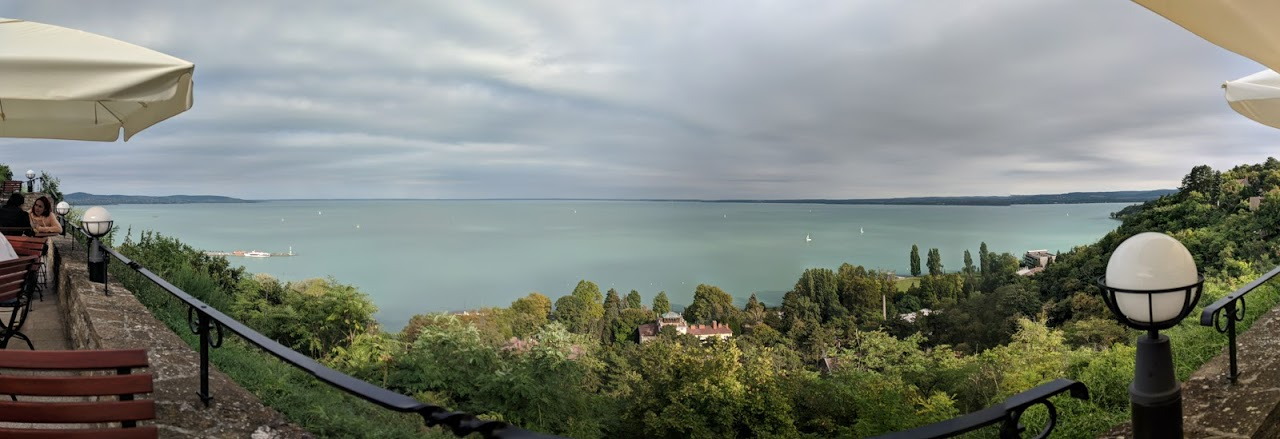
Rege cukrászda panoráma terasz
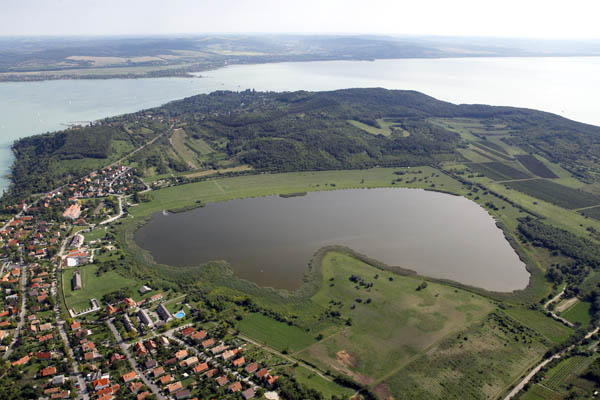
A Belső-tó
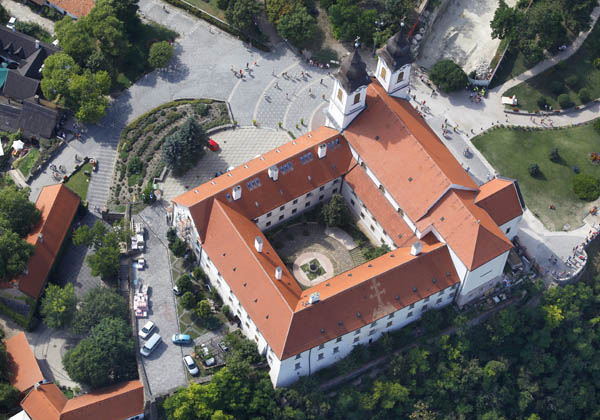
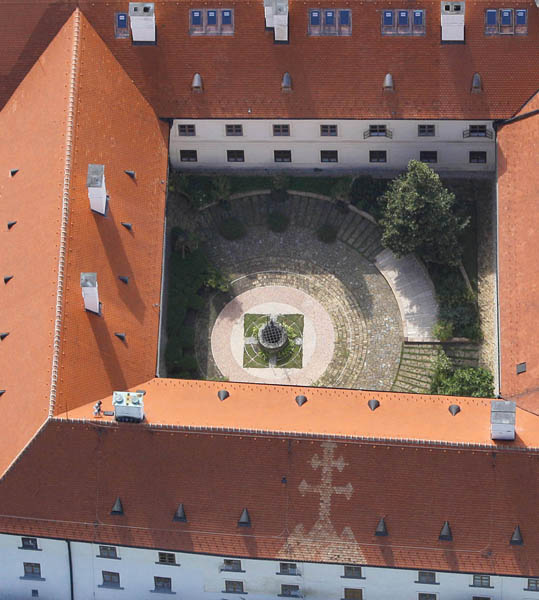
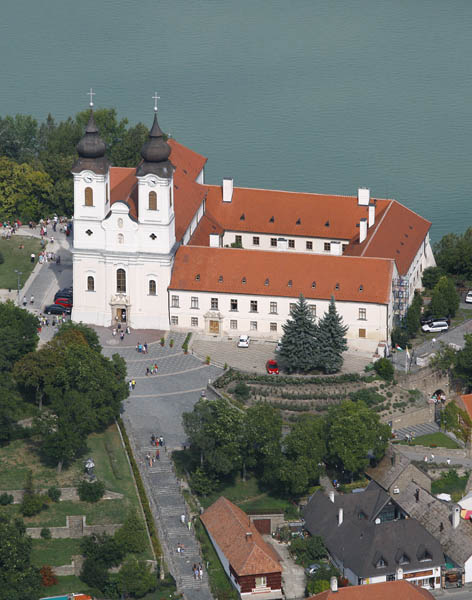
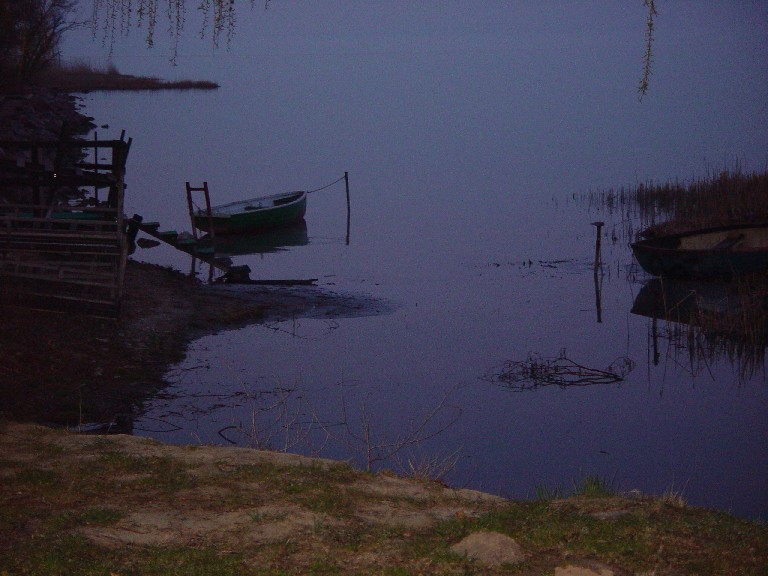
A bozsai öbölben – Sajkod
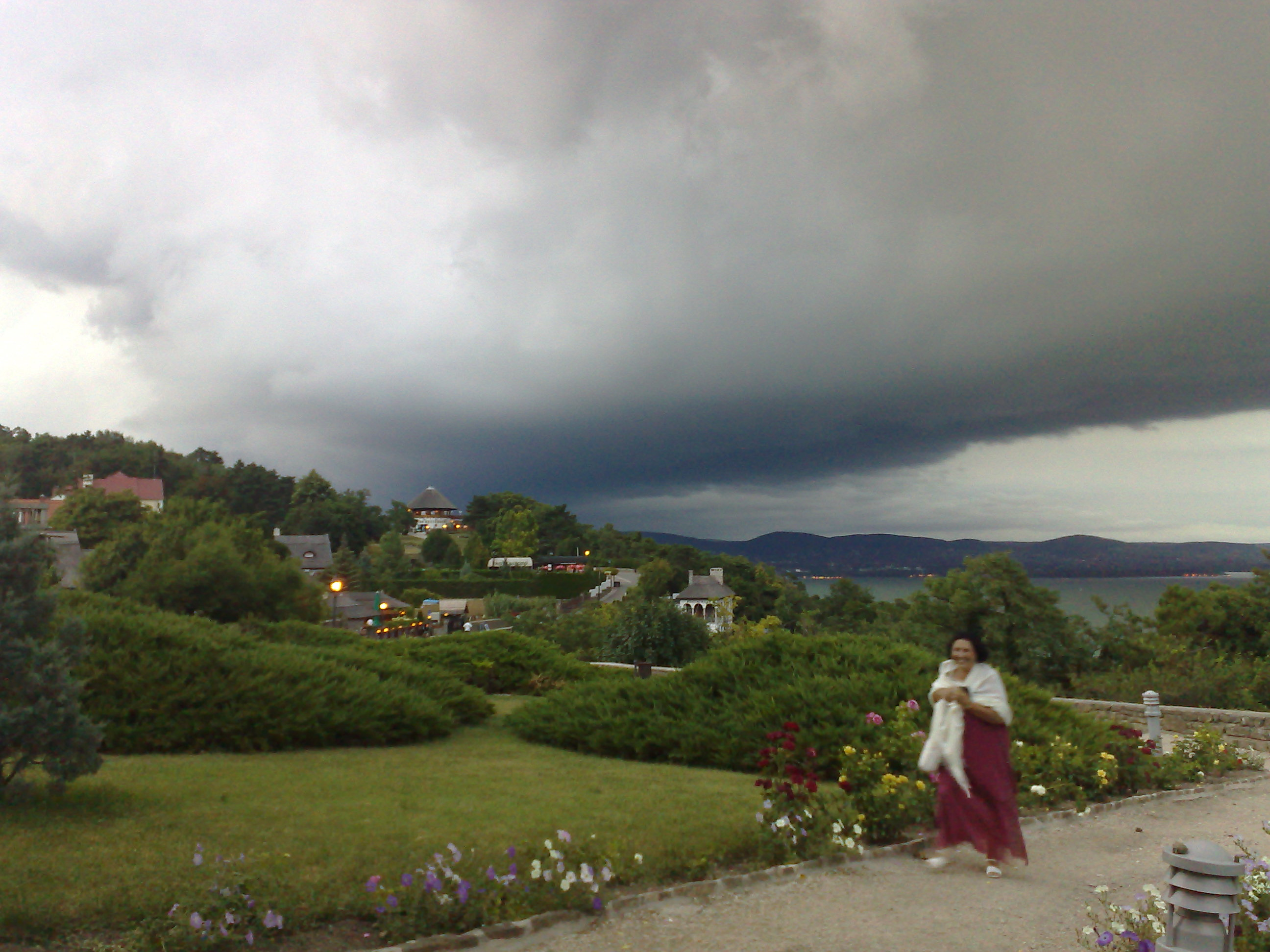
Viharfelhő a Visszhang-domb felett 2008 júliusában
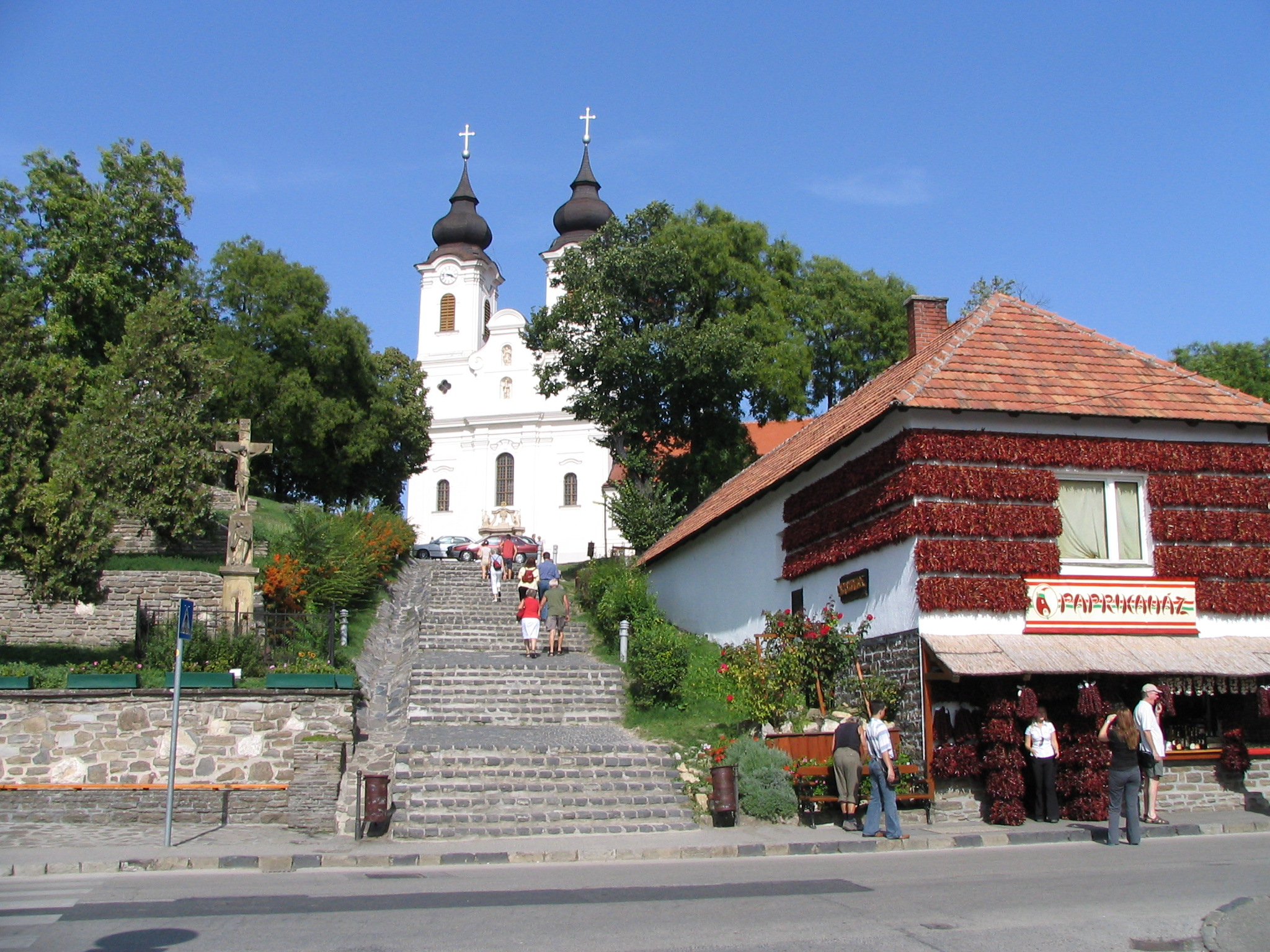
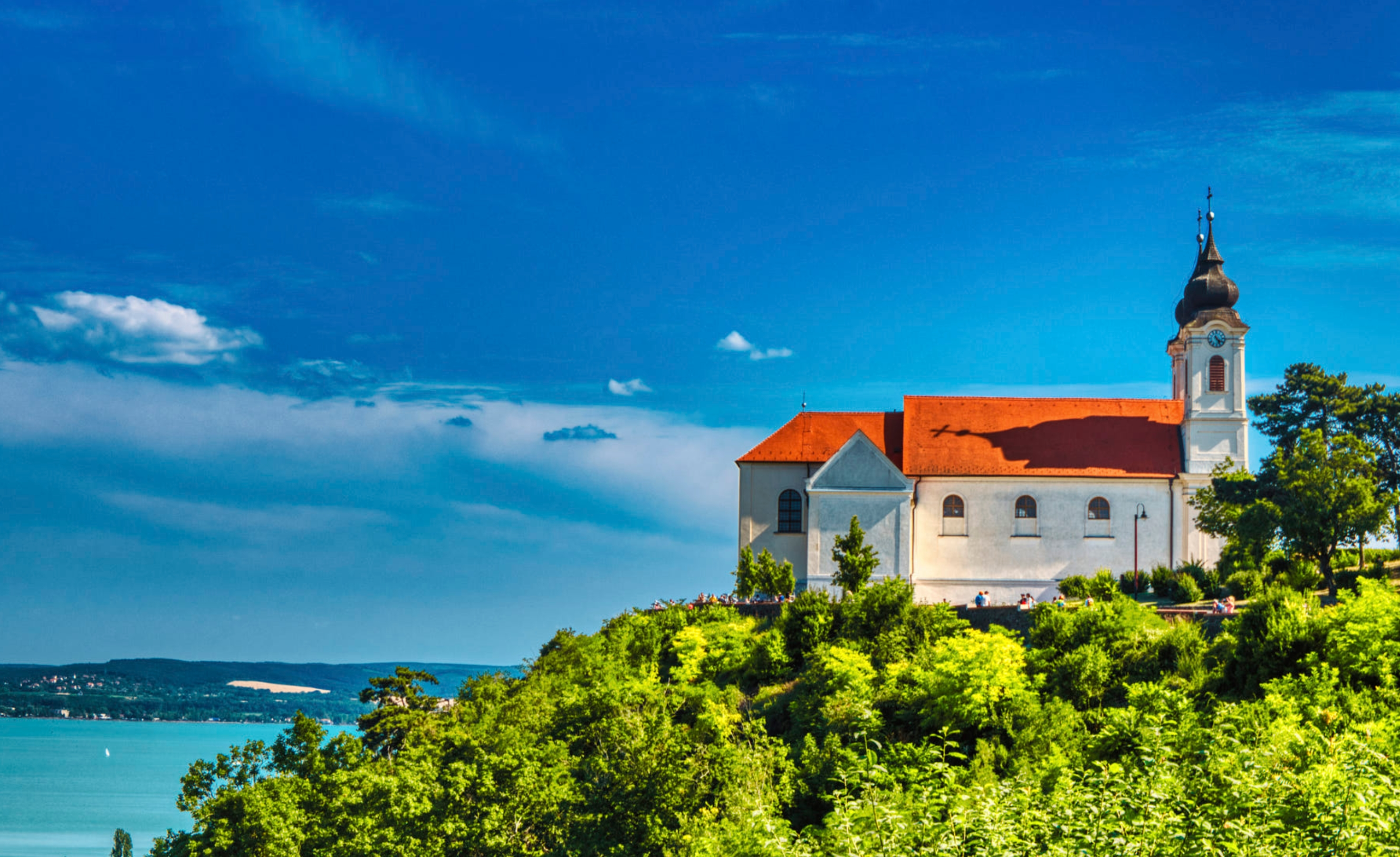
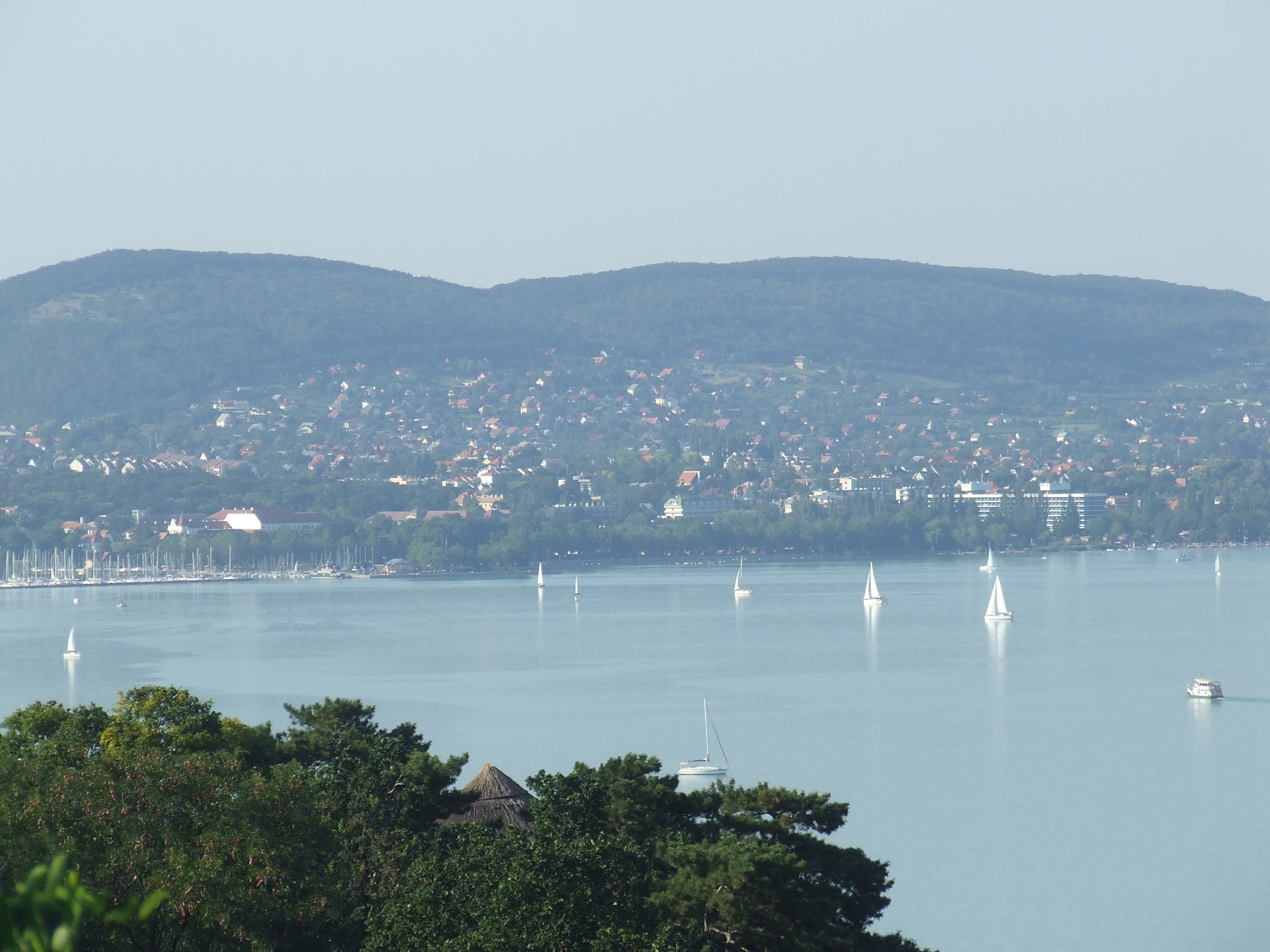
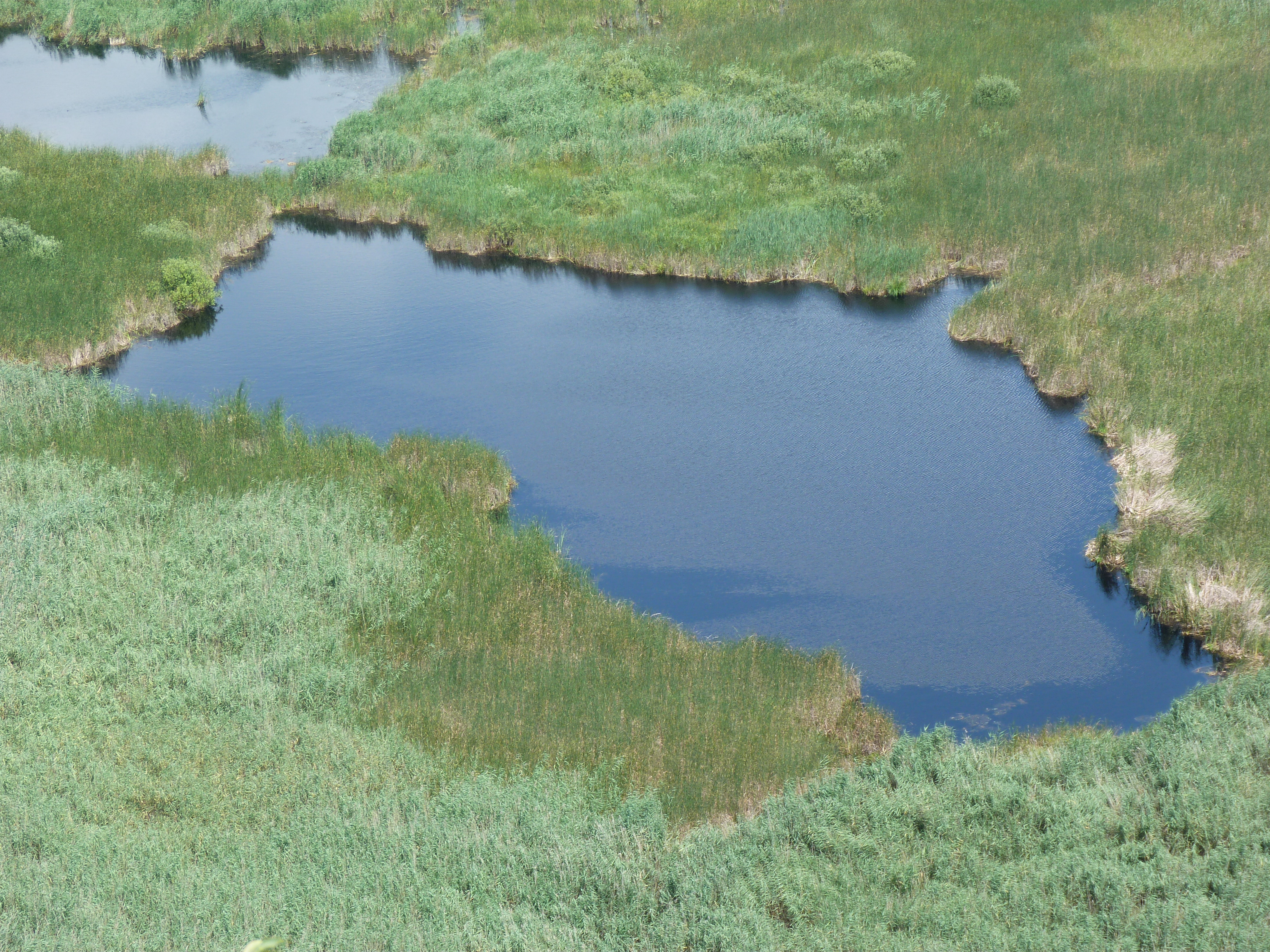
Külső-tó
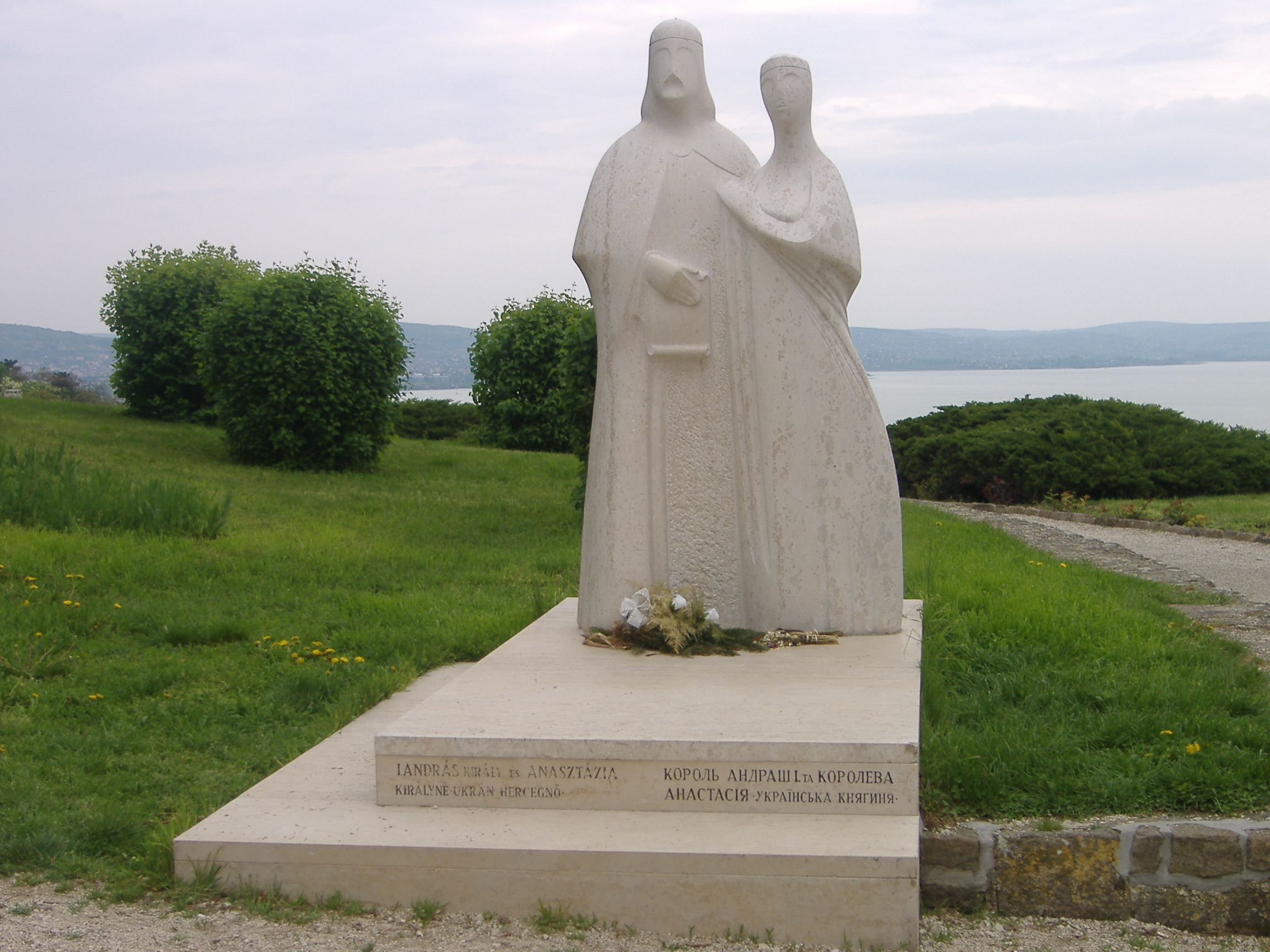
I. András és Anasztázia királyné
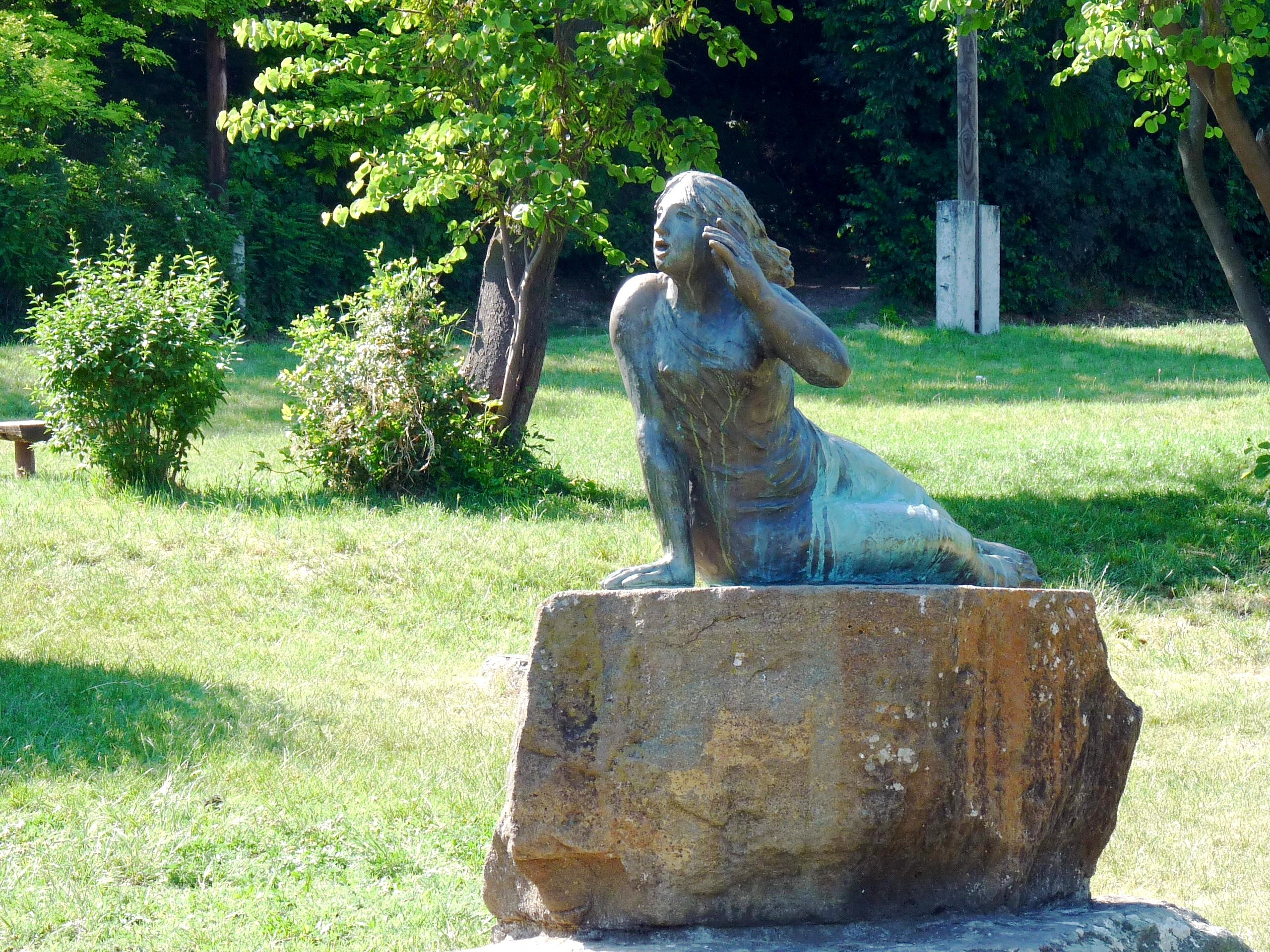
Tihany Echo